# Яснопольский (посёлок)
Яснопольский — посёлок в Ейском районе Краснодарского края, входит в состав Александровского сельского поселения.

## География

### Улицы
- ул. 1 Мая,
- ул. Гагарина,
- ул. Ленина,
- ул. Маяковского,
- ул. Первомайская,
- ул. Победы,
- ул. Советская,
- ул. Чехова.

## Население
| 2002 | 2010 |
| ---- | ---- |
| 256  | ↘254 |